# Illaena inconspicua
Illaena inconspicua là một loài bọ cánh cứng trong họ Cerambycidae.